# Maszewo (Powiat Krośnieński)
Maszewo (deutsch Messow) ist ein Dorf im Powiat Krośnieński der Woiwodschaft Lebus in Polen. Es ist Sitz der gleichnamigen Landgemeinde mit 2787 Einwohnern (Stand 31. Dezember 2020).

## Geschichte
In der Umgebung von Messow wurde noch bis ins 18. Jahrhundert auch Sorbisch gesprochen. Die Gegend bildete den nordöstlichsten Ausläufer des sorbischen Sprachgebietes und dessen einzigen Teil am rechten Ufer der Oder. Im Kirchort Schönfeld sprachen noch 1740 viele ältere Einwohner Sorbisch.
Auf Gut Skyren in Messow verstarb am 6. Februar 1899 der deutsche Reichskanzler Leo von Caprivi.
Nach dem Ende des Zweiten Weltkrieges wurde der Ort durch das Potsdamer Abkommen in polnische Verwaltung übernommen und die komplette deutsche Bevölkerung vertrieben. Seitdem trägt der Ort den Namen Maszewo.

## Gemeinde
Zur Landgemeinde (gmina wiejska) Maszewo gehören das Dorf selbst und 14 weitere Dörfer mit Schulzenämtern.